# نفیسه خانم
شاهدخت نفیسه خانم (درگذشته ۱۴ ژوئیه ۱۹۵۸) یک شاهدخت عراقی، همسر علی بن حسین پادشاه حجاز و مادر عبدالله ولیعهد عراق بود. او مادربزرگ مادری ملک فیصل دوم، پادشاه عراق، بود. او در جریان قتل عام خانواده سلطنتی در جریان انقلاب ۱۴ ژوئیه درگذشت.

## زندگی
او دختر امیر عبدالله بن محمد پاشا، شریف بزرگ و امیر مکه بود. او در سال ۱۹۰۶ در ینی‌کوی، بسفر، با علی بن حسین، پادشاه حجاز، ازدواج کرد. شوهرش در سال‌های ۱۹۲۴-۱۹۲۵ پادشاه حجاز بود. خانواده‌اش پس از عزل شوهرش در سال ۱۹۲۵ به عراق نقل مکان کردند.
دخترش با غازی، پادشاه عراق، ازدواج کرد و در سال ۱۹۳۳ ملکه عراق شد. نفیسه در سال ۱۹۳۵ بیوه شد. در سال ۱۹۳۹، نوه‌ دختری‌اش فیصل دوم پادشاه عراق شد.
در ۱۴ ژوئیه ۱۹۵۸، کاخ سلطنتی الرحاب در بغداد، در جریان انقلاب ۱۴ ژوئیه مورد حمله شورشیان قرار گرفت. وقتی مدافعان کاخ متوجه شدند که تعدادشان بسیار زیاد است و دفاع از خانواده سلطنتی غیرممکن است، موافقت کردند که آنها را به شورشیان تحویل دهند و شورشیان اعلام کردند که آنها را به بازداشتگاه وزارت دفاع منتقل خواهند کرد. خانواده سلطنتی، متشکل از پادشاه، ولیعهد، شاهدخت هیام، شاهدخت نفیسه، پرنسس عابدیه (خاله پادشاه) و همچنین برخی از اعضای کادر سلطنتی، از طریق آشپزخانه کاخ را ترک کردند. هنگام عبور از باغ آشپزخانه از میان ردیفی از سربازان شورشی، سربازان آتش گشودند. پادشاه از ناحیه سر و گردن مورد اصابت گلوله قرار گرفت، در حالی که ولیعهد، نفیسه و عابدیه همگی از ناحیه کمر و شاهدخت هیام از ناحیه پا یا لگن مورد اصابت گلوله قرار گرفتند. شورشیان توافق کرده بودند که ولیعهد و نخست وزیر باید کشته شوند، اما در مورد اینکه با پادشاه چه کنند، نظرات متفاوتی وجود داشت و هیچ تصمیمی در مورد اعضای زن خانواده گرفته نشده بود.
پس از قتل عام، اجساد به ماشین‌ها منتقل شدند تا به وزارت دفاع منتقل شوند. طبق گزارش‌ها، پادشاه و همچنین شاهدخت‌های عابدیه و هیام در طول حمل و نقل هنوز زنده بودند، اما پادشاه در طول مسیر درگذشت. در حین حمل و نقل، ماشین‌ها متوقف شدند و اجساد پادشاه و ولیعهد بیرون آورده شد؛ اولی به دار آویخته شد و دومی بی‌حرمتی شد و در خیابان‌ها کشیده شد. هیام تنها عضو خانواده بود که زنده ماند.

## فرزندان
او یک پسر و چهار دختر داشت:
- شاهدخت خدیجه عابدیه - متولد ۱۹۰۷ - درگذشته ۱۴ ژوئیه ۱۹۵۸.
- شاهدخت عالیه - متولد ۱۹۱۱ - درگذشته ۲۱ دسامبر ۱۹۵۰، با پسر عموی اول خود، غازی اول پادشاه عراق، ازدواج کرد و ملکه عالیه عراق شد.
- شاهزاده عبدالله - متولد ۱۴ نوامبر ۱۹۱۳ - درگذشته ۱۴ ژوئیه ۱۹۵۸، سه بار ازدواج کرد، ابتدا با ملک الدین فوزی در سال ۱۹۳۶ ازدواج کرد که در سال ۱۹۴۰ از او جدا شد، سپس در سال ۱۹۴۸ با فائزه الطرابلسی ازدواج کرد که در سال ۱۹۵۰ از او جدا شد و سرانجام در سال ۱۹۵۸ با هیام عبدالله ازدواج کرد.
- شاهدخت بدیعه - متولد ژوئن ۱۹۲۰ - درگذشته ۹ مه ۲۰۲۰ در لندن،[۱] با شریف حسین بن علی ازدواج کرد. آنها صاحب یک پسر به نام شریف علی بن حسین و ۲ دختر شدند.
- شاهدخت جلیله - متولد ۱۹۲۳ - درگذشته ۲۸ دسامبر ۱۹۵۵، با شریف دکتر احمد حازم بیگ ازدواج کرد